# Ferag
Ferag är ett schweiziskt företag som utvecklar maskiner till den grafiska branschen. Företaget levererar tekniska lösningar till tryckerier i hela världen. Huvudkontoret ligger i Hinwil, Schweiz. Bolaget tillhör koncernen WRH Walter Reist Holding.